# Selviejo
Selviejo es una localidad del municipio de Luena (Cantabria, España). En el año 2024 contaba con una población de 28 habitantes (INE). La localidad se encuentra a 600 metros de altitud sobre el nivel del mar, y a 2,5 kilómetros de la capital municipal, San Miguel de Luena. Rodeado de montañas salvo por una parte, por su forma recuerda la cuenca de un circo glaciar.
Esta población se halla situada junto al río del mismo nombre, que discurre en dirección oeste-este hasta que desemboca en el río Luena o Magdalena (que a su vez da nombre a todo el valle). Las orillas de este rio y de los pequeños riachuelos que lo forman están bordeados de abundante vegetación, principalmente avellanos.
Cerca del pueblo hay un humedal Pico el Pozo dónde se pueden ver con frecuencia aves migratorias.

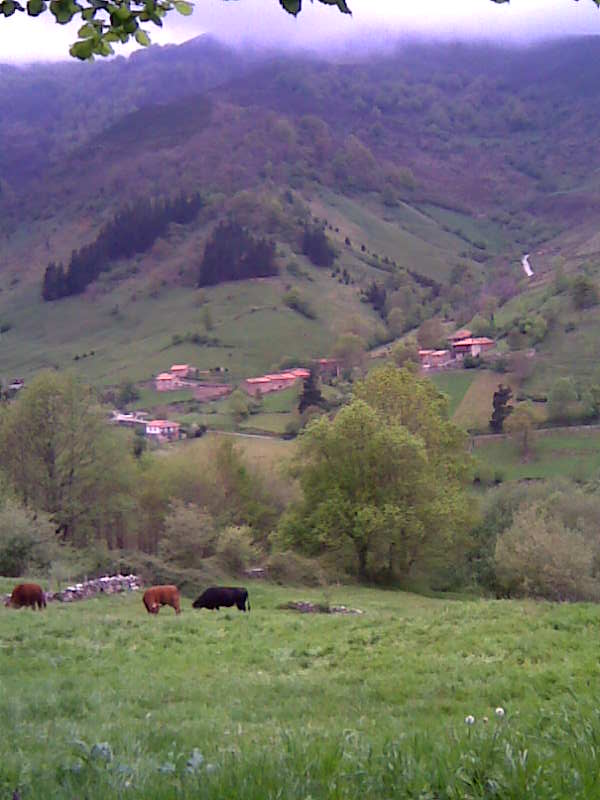
Vista de Selviejo desde Carrascal de San Miguel

Varias cuevas, aún sin explorar, horadan el monte, algunas sirvieron de refugio en pasadas contiendas bélicas.
La principal actividad económica es la ganadería, principalmente vacuna (de raza frisona). Está rodeada de bosques de robles, hayas y nogales. Al abandonar varios de sus habitantes la ganadería, numerosos prados se han plantado de pinos, o especies autóctonas.